# Tauschia tenuissima
Tauschia tenuissima là một loài thực vật có hoa trong họ Hoa tán. Loài này được (Geyer ex Hook.) Mathias & Constance miêu tả khoa học đầu tiên năm 1973.